# Erbsenzähler
Erbsenzähler oder Erbsenzählerei bezeichnet umgangssprachlich und ironisch abwertend einen auf größte Genauigkeit und Vollständigkeit bedachten Menschen beziehungsweise sein Handeln.
Ursprünglich hatte das Wort eine andere Bedeutung. Bis zum 19. Jahrhundert bezeichnete man einen knauserigen und geizigen Menschen als Erbsenzähler, aber seit dem 20. Jahrhundert hat sich die Bedeutung des Wortes erweitert beziehungsweise verschoben, nämlich hin zur Betonung des Kleinlichen und Pedantischen.

## Herkunft
Das Kompositum Erbsenzähler wird im Deutschen bereits seit mehreren Jahrhunderten verwendet. Grimmelshausen benutzte das Wort in seinem Roman Simplicissimus, der 1668 erschienen ist, und Adelung verzeichnete das Wort 1796 in seinem Wörterbuch als ein Synonym für „Geitzhals“, das sowohl im Hochdeutschen als auch im Niederdeutschen gebräuchlich ist.
Unwahr ist wohl die Meinung, das Wort in seiner neueren Bedeutung (Pedant) gehe auf eine Begebenheit aus dem Leben Karl Baedekers zurück.